# Stanisław Korecki
Stanisław Korecki (ur. 27 września 1833 w Wieluniu – ?), franciszkanin, powstaniec styczniowy, zesłaniec.
Był synem Jana i Anny z Bajerów. Uczył się w Wieluniu i tu wstąpił do zakonu Franciszkanów. Studia z zakresu gramatyki i filozofii odbywał w klasztorze w Lutomiersku, a w 1856, na studia teologiczne wysłano go do klasztoru św. Antoniego w Warszawie. 6 marca 1859 otrzymał święcenia kapłańskie. Pełnił posługę w Brzezinach i Koninie, a od 1862 r. był zastępcą mistrza nowicjatu i kaznodzieją świątecznym w Wieluniu. Rosjanie skazali go na rozstrzelanie (patrz: hasło "Radoszewice"), lecz zamienili mu wyrok na 12 lat katorgi w Akatui. Był winien wygłaszania kazań, w których namawiał włościan do udziału w powstaniu, potępiania współdziałania  chłopów z wojskiem rosyjskim i przekazania nazwisk zdrajców powstańcom. W 1869 otrzymał prawo powrotu do Europy. Nie miał jednak środków na podróż. Jego dalsze losy są nieznane.

## Literatura
- Szteinke A.J., Ks. Stanisław Korecki, [w:] "Polski Słownik Biograficzny", t. XIV, s.63.